# Nicolas Desmares
Nicolas Desmares, genannt Champmeslé (* 1645 in Rouen; † 3. November 1714) war ein französischer Schauspieler.

## Leben
Zuerst taucht Desmares am königlichen Hof von Dänemark als Schauspieler auf. Anfangs Ensemblemitglied, wurde er 1682 Direktor der Schauspieltruppe. Seine Schwester Marie Champmeslé vermittelte ihn jedoch an die frisch gegründete Comédie-Française, an der er 1685 ein Engagement erhielt. Ohne die übliche Probezeit von zumindest einem Jahr, wurde er sofort zum Sociétaire de la Comédie-Française erklärt. Desmares blieb der Comèdie bis ins Jahr 1712 treu und nahm dann, mit 1000 Livre Pension, den Bühnenabschied.
Über Desmares Privatleben ist lediglich bekannt, dass er mit der Schauspielerin Anne Jacob, die sich Mademoiselle d'Ennebault nannte, verheiratet war und sie eine gemeinsame Tochter, Charlotte Desmares, hatten, die ebenfalls Schauspielerin wurde.

## Rollen (Auswahl)
Er brillierte vor allem in ungehobelten Charakteren und Dancourt schrieb ihm die Rollen regelrecht auf den Leib.
- Monsieur Martin in L’homme À Bonnes Fortunes von Michel Baron
- Simon in Le Muet von David-Augustin de Brueys
- Ambroise in Le Flatteur von Jean-Jacques Rousseau
- Tout-à-bas in Le Joueur von Jean-François Regnard
- Thaler in Démocrite amoureux von Jean-François Regnard
- Le Suisse in Le Double veuvage von Jean-François Regnard
- Thibault in Les Vendanges de Suresnes von Dancourt
- Delorme in Les Trois Cousines von Dancourt